# Кафе Асториа
„Кафе Асториа” је југословенски и словеначки филм први пут приказан 10. марта 1989. године. Режирао га је Јоже Погачник а сценарио је написао Жарко Петан.

## Радња
Марибор непосредно пре Другог свјетског рата и Марибор након ослобођења су временски оквир филма . Прича нам говори са благом меланхолијом и благом иронијом о буржоаској породици: о апарату за кафу, о  жени и њиховом сину. Кроз њихове индивидуалне судбине схватамо шире друштвене и историјске позадине из недавне прошлости. Посебно, друштвена и национална диференцијација предратног Марибора, одвојена је богатим и сиромашним, свјесним Словенцима и горким господама. Прве послератне године карактеришу апсурдно ригидне мјере тзв. револуционарне друштвене трансформације, у којима се трагедија преплиће случајношћу, што резултира ненамерним комичним догађајима, које се, наравно, виде са сигурне удаљености од четрдесет година.

## Улоге
| Глумац             | Улога           |
| ------------------ | --------------- |
| Јанез Хочевар      | Отац            |
| Лидија Козлович    | Мајка           |
| Бранко Стурбеј     | Бранко          |
| Игор Јалушић       | Мали Бранко     |
| Наташа Тиц Ралијан | Јања            |
| Лудвик Багари      | Кугла           |
| Бранко Дробник     | Мала Кугла      |
| Алеш Валич         | Тоне            |
| Владо Новак        | Руди            |
| Роман Кончар       | Иван            |
| Владимир Јурц      | Плави човек     |
| Антон Петје        | Вагнер          |
| Исабела Албрехт    | госпођа Вагнер  |
| Бране Грубер       | Провокатор      |
| Иво Бан            | Бауман          |
| Андреј Курент      | Друг председник |
| Бине Матох         | УДБ агент       |
| Сречо Шпик         | Потпуковник     |
| Борис Јух          | Професор Ламез  |
| Петер Боштјанчич   | Клас            |
| Деметер Битенц     | Меденик         |
| Данило Бенедичич   | Председник      |
| Марјан Хластец     | Крауткониг      |
| Рудо Павалец       | Комесар         |

Остале улоге  ▼
| Глумац             | Улога                      |
| ------------------ | -------------------------- |
| Љерка Белак        | Мица                       |
| Александер Кросл   | Врабец                     |
| Стане Потиск       | Пастор                     |
| Аница Вебле        |                            |
| Дарја Рајхман      | Соња                       |
| Јудита Зидар       | Партизанка                 |
| Маја Север         | Партизанка                 |
| Виолета Томић      | Партизанка                 |
| Даре Херинг        | Певач                      |
| Андреј Нахтигал    | Полицајац                  |
| Божо Вовк          | Полицајац                  |
| Марко Симчић       | Поручник                   |
| Петер Терновшек    | УДБ агент 1                |
| Дарио Варга        | УДБ агент 2                |
| Борут Веселко      | Марко                      |
| Ирена Варга        | Служавка                   |
| Ленча Ференчак     | Марица                     |
| Мирко Подјед       | Председник бирачког одбора |
| Јанез Вунсек       | Спасилац                   |
| Бране Иванц        | Певач                      |
| Маријан Хинтерегер | Студент                    |